# Alpe di Succiso
Alpe di Succiso er et bjerg i den nordlige del af Appenninerne, beliggende mellem bjergpassene Cerreto og Lagastrello Passet, og har en højde på 2.017 moh. Det er pyramideformet, gennemskåret af adskillige kløfter. 
Floderne Secchia og Enza, som er bifloder til Po, har deres udspring på Alpe di Succiso. Bjerget ligger i Nationalpark Appennino Tosco-Emiliano.